# Jayavarman IV
Jayavarman IV, död 941, var en kambodjansk monark. Han var kung av Khmerriket mellan 928 och 941.